# Аммосов, Пётр Васильевич
Пётр Васильевич Аммосов (1903, Легойский 2-й наслег — 1977, Тулуна) — советский партийный, государственный деятель, Председатель Президиума Верховного Совета Якутской АССР (1948—1954).

## Биография
Родился на территории I Легойского наслега Борогонского района. Имел двух братьев, которых тоже назвали именем Пётр. Окончил Высшую школу пропагандистов при ЦК ВКП(б).
- 1929—1932 гг. — секретарь Оймяконской ячейки, райкома ВКП(б) (Якутская АССР),
- 1932—1936 гг. — первый секретарь Мегино-Кангаласского районного комитета ВКП(б) (Якутская АССР),
- 1938—1948 гг. — третий секретарь Якутского областного комитета ВКП(б),
- 1938—1947 гг. — председатель Верховного Совета Якутской АССР
- 1948—1954 гг. — председатель Президиума Верховного Совета Якутской АССР,
- 1954—1964 гг. — заведующий организационным отделом Совета Министров Якутской АССР.

Депутат Верховного Совета СССР 3 созыва. Депутат Верховного Совета РСФСР 1 и 2 созывов от от Якутской АССР.